# Naki Karfi
Naki Karfi ist ein Dorf in der Stadtgemeinde Aguié in Niger.

## Geographie
Das Dorf befindet sich rund 15 Kilometer nordwestlich des urbanen Zentrums von Aguié, der Hauptstadt des gleichnamigen Departements Aguié, das zur Region Maradi gehört. Zu den Siedlungen in der näheren Umgebung von Naki Karfi zählen Maïguizaoua Kagnou im Nordwesten, Guidan Dawaye im Osten und Débi im Südwesten.
Naki Karfi ist Teil der Übergangszone zwischen Sahel und Sudan. Die durchschnittliche jährliche Niederschlagsmenge beträgt hier zwischen 400 und 500 mm.

## Bevölkerung
Bei der Volkszählung 2012 hatte Naki Karfi 2062 Einwohner, die in 296 Haushalten lebten. Bei der Volkszählung 2001 betrug die Einwohnerzahl 1486 in 189 Haushalten und bei der Volkszählung 1988 belief sich die Einwohnerzahl auf 965 in 148 Haushalten.
Die Bevölkerungsdichte in diesem Gebiet ist für nigrische Verhältnisse hoch. In Naki Karfi wird die Sprache Hausa gesprochen.

## Wirtschaft und Infrastruktur
Das Gebiet der Ebenen im südlichen Teil der Region Maradi, in dem Naki Karfi liegt, ist von einer anhaltenden Degradation der ackerbaulichen Flächen gekennzeichnet, die mit der hohen Bevölkerungsdichte in Zusammenhang steht. Im Dorf ist ein Gesundheitszentrum des Typs Centre de Santé Intégré (CSI) vorhanden. Es gibt eine Schule. Durch Naki Karfi verläuft die 48,7 Kilometer lange Landstraße RR4-006 zwischen Kotaré und dem urbanen Zentrum von Aguié.